# Bahrein uralkodóinak listája
Bahrein jelentéktelen sziget volt a Perzsa-öbölben, egészen a 18. századig. Azelőtt folyamatosan nagybirodalmak, az Arab Birodalom, a Török Birodalom majd a Brit Gyarmatbirodalom része volt. 1783-ban nyerte el részleges függetlenségét, amelyből kifolyólag saját sejkek irányították, mígnem 1971-ben lett független emirátus.
| Portré | Uralkodó                                            | Uralkodott | Neve átírásban | Megjegyzés                                                          |
| ------ | --------------------------------------------------- | ---------- | -------------- | ------------------------------------------------------------------- |
|        | Ahmed                                               | 1783–1796  |                |                                                                     |
|        | Abdullah                                            | 1796–1843  |                |                                                                     |
|        | I. Szulmán                                          | 1796–1825  |                | Abdullah mellett uralkodott.                                        |
|        | Halifa                                              | 1825–1834  |                | Abdullah mellett uralkodott.                                        |
|        | I. Mohamed                                          | 1834–1868  |                | 1843-ig Abdullah mellett uralkodott.                                |
|        | I. Mohamed 2x                                       | 1843–1868  |                | Önállóan uralkodott.                                                |
|        | Ali                                                 | 1868–1869  |                |                                                                     |
|        | I. Mohamed 3x                                       | 1869       |                |                                                                     |
|        | II. Mohamed                                         | 1869       |                |                                                                     |
|        | I. Ísza * 1848 † 1932. december 9.                  | 1869–1932  |                |                                                                     |
|        | I. Hamad * 1872. február 6. † 1942. február 20.     | 1932–1942  |                |                                                                     |
|        | II. Szulmán * 1894. október 10. † 1961. november 2. | 1942–1961  |                |                                                                     |
|        | II. Ísza * 1933. június 3. † 1999. március 6.       | 1961–1999  |                | 1971. augusztus 16-tól emír. Ekkor szűnt meg a brit fennhatóság is. |
|        | II. Hamad * 1950. január 28.                        | 1999–?     |                | 2002. február 14-től király.                                        |

## Fordítás
- Ez a szócikk részben vagy egészben  a   King of Bahrain című angol Wikipédia-szócikk fordításán alapul.  Az eredeti cikk szerkesztőit annak laptörténete sorolja fel. Ez a jelzés csupán a megfogalmazás eredetét és a szerzői jogokat jelzi, nem szolgál a cikkben szereplő információk forrásmegjelöléseként.